# 楊揆
杨揆（1760年—1804年），字荔裳、一字同叔。金匮（今无锡市）人。

## 生平
乾隆二十五年生，早年与兄杨芳灿齊名，而蓉裳尤見擅場。乾隆四十五年南巡召试，特賜舉人，授内阁中书，入四庫全書館任編校，後直軍機處，從福康安大將軍遠征塞外。官至四川布政使。嘉庆九年患“風痺，不能握管”，以疾卒於官。著有《藤花吟馆诗文集》、《卫藏纪闻》等。有子楊承懋、楊承慧、楊承愻。好友是福康安家仆四川布政使林儁。
諭。江蘇安徽進獻詩冊諸生｡其考取一等之舉人汪履基。著授為內閣中書｡遇缺即補｡呂光復。洪梧。趙懷玉 。楊揆。董教增。朱文翰。盛惇大 。言朝標。金廷訢。江璉。俱著特賜舉人｡授為內閣中書｡學習行走｡與考取候補人員｡挨次補用｡江西省考試一等之蔣知讓。裘元復。著照直隸山東召試之例｡賞給舉人｡准一體會試｡其江蘇安徽江西三省。考列二等之葉恩紱等二十三名｡著各賞緞二匹｡

## 家族
父楊鴻觀；揆为次子。兄杨芳灿。